# (10805) Iwano
(10805) Iwano est un astéroïde de la ceinture principale.

## Description
(10805) Iwano est un astéroïde de la ceinture principale. Il fut découvert le 18 novembre 1992 à Kitami par Kin Endate et Kazuro Watanabe. Il présente une orbite caractérisée par un demi-grand axe de 2,71 UA, une excentricité de 0,11 et une inclinaison de 14,1° par rapport à l'écliptique.

## Compléments